# Arbeiterjugendzentrum Bielefeld
Das Arbeiterjugendzentrum Bielefeld ist eines der ersten gegründeten autonomen Jugendzentren in der Bundesrepublik Deutschland. Das Arbeiterjugendzentrum (AJZ) Bielefeld ist seit seiner Entstehung selbstverwaltet.

## Geschichte

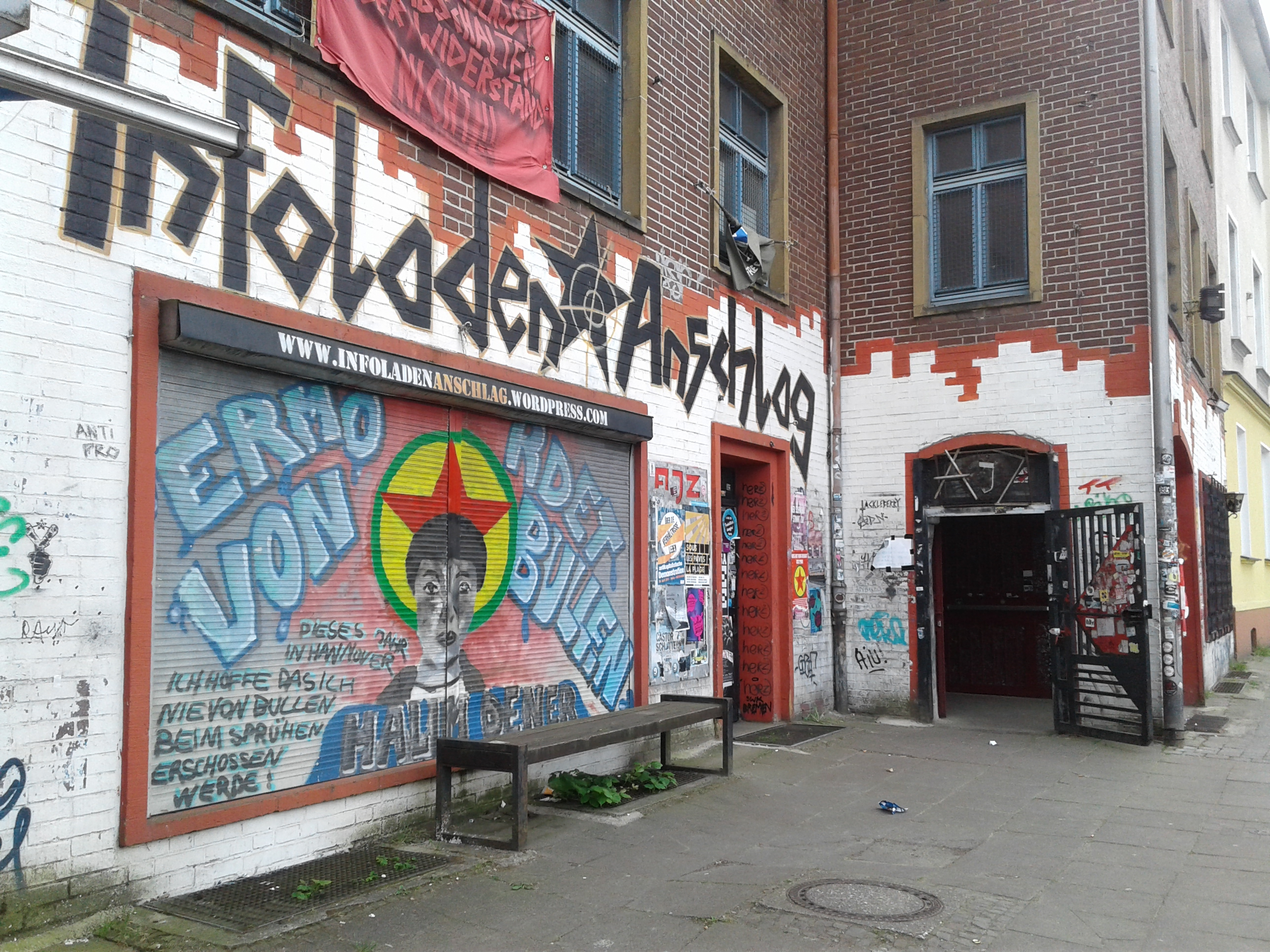
Ajz Bielefeld

Am 21. April 1973 wurde das „Haus der offenen Tür“ (HOT) in der Poststraße in Bielefeld-Brackwede besetzt, welches im März 1972 als städtisches Jugendzentrum eröffnet wurde. Zu der Hausbesetzung kam es, da Brackwede durch die kommunale Neuordnung der Stadt Bielefeld zugeordnet wurde. Das Bielefelder Jugendamt wollte daraufhin den Heimleiter zum 1. Januar 1973 abziehen. Aus diesem Grund entwickelten die Jugendlichen ein Konzept für ein selbstverwaltetes und unabhängiges Arbeiterjugend- und Schülerzentrum, welches vom Jugendamt anerkannt wurde und erstmals am 6. Januar 1973 öffnete. Zu diesem Zeitpunkt bekam das AJZ keine öffentlichen Zuschüsse und alle Entscheidungen die das Haus betrafen wurden auf der Hausversammlung (HV) beschlossen.
Da das Jugendamt und die Polizei ein Problem in der Selbstverwaltung sahen, wurde das Zentrum schon Ende Januar wieder geschlossen. Doch bevor es zur Besetzung des HOT kam, wurde unter anderem mit Infoständen und einer Demonstration für ein selbstverwaltetes JZ geworben und zu einer „Solidaritätsfete“ eingeladen, welche am 21. April 1973 stattfand. Noch auf der Fete wurde beschlossen, das HOT noch am selben Tag zu besetzen. Fünf Tage lang hielten ca. 300 Jugendliche das Haus besetzt und verbarrikadierten sich in diesem. In das Haus selbst konnte nur über eine Leiter in den ersten Stock gelangt werden. Als das Haus am 26. April 1973 für die Bevölkerung geöffnet wurde, um die Gerüchte auszuräumen, welche in der Öffentlichkeit bestanden, räumte die Polizei das Haus. Infolgedessen kam es 1974 zu Prozessen gegen Hausbesetzer.
Da das Jugendamt nicht mit der Hausversammlung, welche sich nun in einer Kneipe traf, verhandeln wollte, wurde im August 1973 der „Verein zur Einrichtung und Förderung eines unabhängigen Arbeiterjugendzentrums Bielefeld-Brackwede e.V.“ gegründet, welcher im Dezember desselben Jahres als förderungswürdig anerkannt wurde. Mit der Fahrradsattelfabrik Dargel in der Heeper Straße 132 konnte auch ein passendes Gebäude gefunden werden, welches zum 1. Mai 1974 teilweise angemietet wurde. Im restlichen Gebäude produzierte weiterhin die Sattelfabrik.
Nachdem das Haus bis zum Herbst größtenteils renoviert und instand gesetzt werden konnte, wurde das AJZ schließlich im Dezember als förderungswürdig anerkannt.
Die Förderung sollte kein halbes Jahr später wieder gestrichen werden, da die CDU in ihrem Wahlkampf den Antrag stellte dem AJZ die Förderungswürdigkeit wieder abzuerkennen. Dem Antrag wurde jedoch im Herbst 1975 nicht stattgegeben.
Im Zuge des Deutschen Herbst musste das AJZ mehrere Hausdurchsuchungen über sich ergehen lassen, sobald in Bielefeld Flugblätter oder sonstige Broschüren auftauchten, in denen die Behörden einen Verstoß gegen § 129a StGB sahen. Jedoch führte keine der Durchsuchungen zu einem Ergebnis.
Im Januar 1978 wurde auf der Hauptversammlung der Beschluss gefasst, das Haus zu kaufen, da die Eigentümerin es verkaufen wollte und deswegen Schwierigkeiten bei der Verlängerung des Mietvertrages, welcher zum 30. April 1979 auslief, entstanden wären. Trotz einer erneuten Kampagne von Seiten der CDU gegen das AJZ, konnte im Juli 1978 der Kaufvertrag unterzeichnet werden. Durch den neu gewonnenen Raum entstand in den Räumen der nun geschlossenen Sattelfabrik unter anderem eine neue Kneipe, ein neuer Veranstaltungsraum, die neue Metallwerkstatt, das Kino und der „Infoladen Anschlag“.
Im Jahr 1991 wurde dem AJZ die Förderungswürdigkeit aberkannt, jedoch war zu diesem Zeitpunkt schon ein Großteil des Hauses, welches von der Sparkasse vorfinanziert wurde, abbezahlt und der Rest konnte durch Spenden beglichen werden.

## Auseinandersetzungen mit Behörden, der Polizei und Rechten
Neben den üblichen Beschwerden und Problemen wegen Ruhestörung, kam es vor allem Ende der 1980er Jahre immer häufiger zu Auseinandersetzungen mit Rechten, die in der benachbarten Bleichstraße ein Zentrum hatten, und der Polizei. Den Höhepunkt bildete sicherlich der 27. März 1987, an dem Hausbewohner beschlossen, das Nazizentrum in der Bleichstraße anzugreifen, was in der Belagerung des AJZ durch die Polizei endete.
Da das Bundesamt für den Zivildienst (BAZ) den Einsatz Zivildienstleistender im AJZ als zu gefährlich ansah, sollten diese versetzt werden, doch sie weigerten sich ihre neuen Dienststellen anzuerkennen. Bis 1992 konnten somit die Zivildienststellen gehalten werden, jedoch kam es letztlich zum Wegfall.
Im August 2008 musste das AJZ zwei Bußgelder von insgesamt ca. 1000 Euro bezahlen, da an Karfreitag 2008 ein Konzert mit der Band Turbostaat veranstaltet wurde. Dies war laut des Tanzverbotes § 8 FTG verboten.

## Halim Dener Graffiti

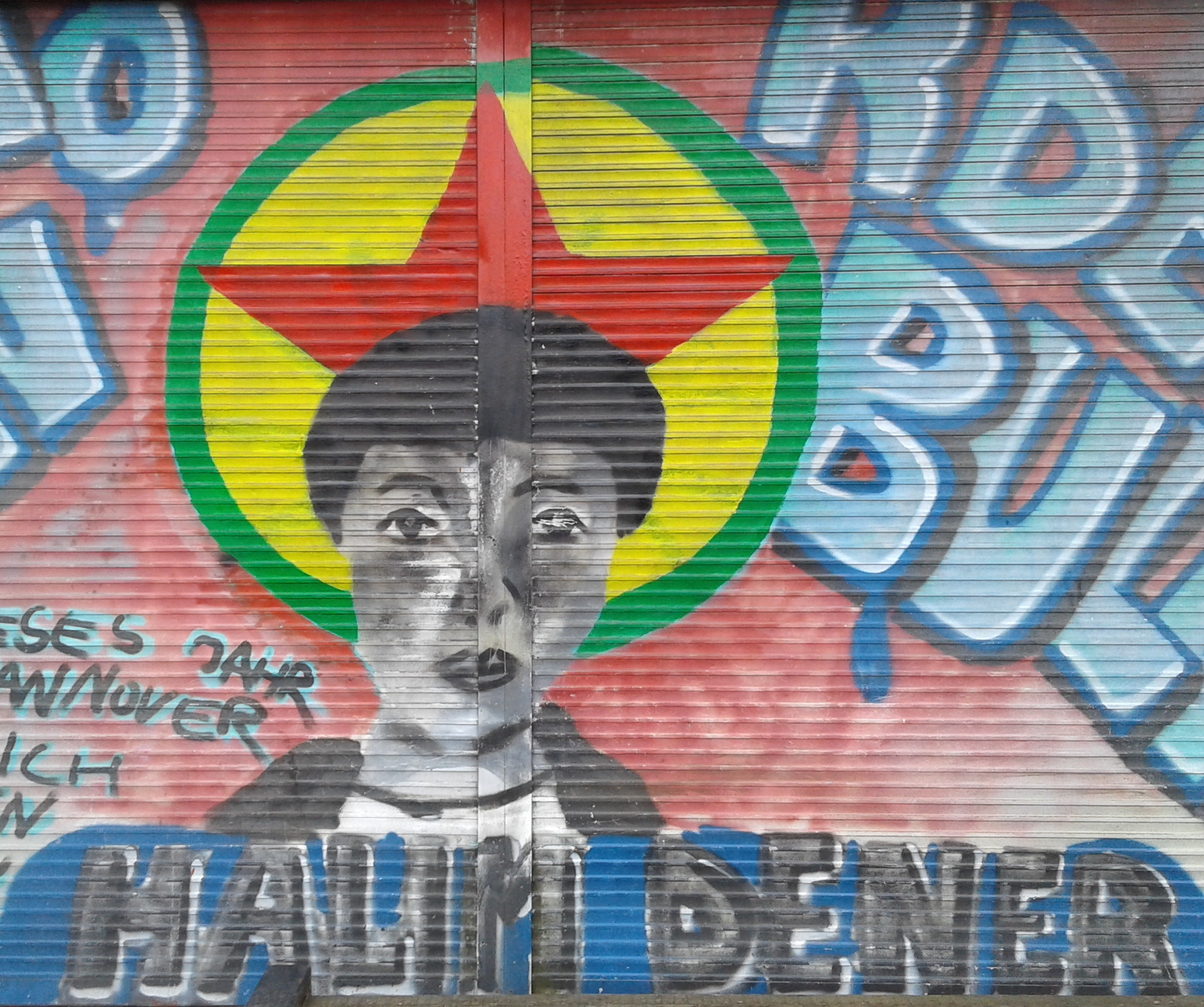
Halim Dener Graffiti am AJZ Bielefeld

Im Februar 2018 bekam das AJZ Post von der Polizei Bielefeld mit der Aufforderung, ein 23 Jahre altes, von dem bekannten Hamburger Sprayer Eric zur Erinnerung an Halim Dener gesprühtes Graffito bis zum 23. März 2018 zu entfernen. Laut Anschreiben der Polizei sei auf dem Bild ein verbotenes Symbol der inzwischen verbotenen kurdischen Organisation CDK (Demokratische Gemeinschaft Kurdistans) zu sehen. Der Aufforderung ist das AJZ nicht nachgekommen. Dener war am 29. Juni 1994 von einem Polizisten erschossen worden, als er Plakate, der in Deutschland verbotenen Terrororganisation PKK, am Steintorplatz in Hannover anklebte.
Wegen des Nichtentfernens des Graffitos hat der Vorstand im April 2019 einen Strafbefehl von 3000 Euro von der Staatsanwaltschaft Bielefeld bekommen. Nachdem der Vorsitzende gegen den Strafbefehl Widerspruch eingelegt hatte, wurde er vom Amtsgericht Bielefeld am 23. September 2019 zu einer Geldstrafe von 600 Euro verurteilt. Die Berufungsverhandlung 17. Juni 2020 am LG Bielefeld dagegen ergab einen Freispruch, ebenso die Revision am OLG Hamm am 23. November 2020. Das OLG kritisierte, dass die Anklage der Staatsanwaltschaft gemäß § 13 durch Garantenstellung hauptsächlich mit der politischen Ausrichtung des Vereines begründet wurde, dieses würde aber im Ergebnis dazu führen, dass eine Gesinnung unter Strafe gestellt werden würde, indem die politische Ausrichtung über eine Unterlassungsstrafbarkeit entscheide. Dies widerspreche nach dem OLG Hamm eindeutig den Werten des Grundgesetzes (GG) und insbesondere dem schrankenlos gewährten Grundrecht (Art. 3 Abs. 3) GG.

## Gegenwärtige Arbeit
Vor allem durch die Konzerte erlangte das AJZ überregionale Bedeutung. So spielten international bekannte Bands wie Turbonegro, The Unseen, The Toasters, Lesbians on Ecstasy und Hammerhead im AJZ.
Auch können die verschiedenen Werkstätten (Metallwerkstatt, Holzwerkstatt) genutzt werden.
Im „Infoladen Anschlag“ findet montags immer das „Antifa Café“ statt.

## Gruppen im Haus
Ehemalige Gruppen und Kollektive
- „Rote Socke“ – Fußballgruppe, die in der „Wilden Liga“ spielte
- AJZ-Frauensportgruppe
- Songgruppe – sang und schrieb Lieder z. B. zu Themen wie: Anti-AKW, Faschismus
- Theatergruppe – spielte Stücke über die Besetzung, Jugendprobleme
- Wohngruppe – vermittelte Jugendliche untereinander, die sich alleine keine Wohnung leisten konnten und auch nicht alleine wohnen wollten
- Kfz-Kollektiv – war eine reguläre Kfz-Werkstatt in der Schillerstraße, in der jedoch alle Betreiber gleichberechtigt waren und sich zum Ziel gesetzt hatte Reparaturen ohne die branchenüblichen Zuschläge durchzuführen
- Kulturgruppe – befinden sich jetzt im Forum, Meller Str.
- Kinogruppe – bespielte sonntags das hauseigene „AJZ-Kino“
- Netzwerkstatt – Computergruppe, die auch Partys veranstaltet
- Rude Sounds – Konzertgruppe, die vornehmlich Konzerte im Reggae und Ska Bereich organisiert
- Punk-Rock-Gruppe – Konzertgruppe, die Konzerte mit meist international bekannten Punk- und Hardcorebands veranstaltet

Aktuelle Gruppen
- „Bolzenbande links außen“ – aktuelles „Wilde Liga“-Team des AJZ
- AJZ-Radio – unkommerzielle Radiogruppe, die seit Ende 1994 im Bürgerfunk sendet
- AJZ-Druck – seit 1976 existierender Verlag mit eigener Druckerei
- AJZ-Disco – Discogruppe im AJZ
- Ladyshake – Veranstaltet Konzerte, themenbezogene Partys, Filmabende und Lesungen im feministisch/queeren Kontext, für Ladies+Gentlemen.
- Bite Back Concerts – Konzertgruppe, die auch regionalen Bands Auftrittsmöglichkeiten bietet
- Freedom Run Concerts – Konzertgruppe für Stoner/Doom/Psychedelic
- club!ajz – Partys mit elektronischer Tanzmusik